# Ефремова, Антонина Александровна
Антони́на Алекса́ндровна Ефре́мова (укр. Антоніна Олександрівна Єфремова; род. 19 июля 1981, Часов Яр, Донецкая область) — украинская легкоатлетка, специалистка по бегу на короткие дистанции. Выступала за сборную Украины по лёгкой атлетике в 1999—2011 годах, чемпионка Всемирной Универсиады, победительница и призёрка ряда крупных международных стартов, многократная чемпионка Украины, участница двух летних Олимпийских игр. Мастер спорта Украины международного класса.

## Биография
Антонина Ефремова родилась 19 июля 1981 года в городе Часов Яр Донецкой области Украинской ССР. Занималась лёгкой атлетикой в Донецке, представляла спортивное общество «Динамо».
С 1999 года участвовала в различных международных стартах в составе украинской сборной, выступала на крупных первенствах национального значения.
В 2000 году стартовала на юниорском мировом первенстве в Сантьяго, в беге на 400 метров дошла до стадии полуфиналов, тогда как в эстафете 4 × 400 метров заняла итоговое шестое место.
В 2001 году на молодёжном европейском первенстве в Амстердаме одержала победу в 400-метровом беге и вместе с соотечественницами стала бронзовой призёркой в эстафете 4 × 400 метров.
В 2002 году в дисциплине 400 метров превзошла всех соперниц на чемпионате Украины в Донецке и на Кубке Европы в Анси, показала шестой результат на чемпионате Европы в Мюнхене. В эстафете 4 × 400 метров была пятой на Кубке мира в Мадриде.
В 2003 году бежала 400 метров и эстафету 4 × 400 метров на чемпионате мира в помещении в Бирмингеме и на чемпионате мира в Париже.
В 2004 году финишировала третьей на Кубке Европы в помещении в Лейпциге и второй на Кубке Европы в Быдгоще. Благодаря череде успешных выступлений удостоилась права защищать честь страны на летних Олимпийских играх в Афинах — в беге на 400 метров остановилась в полуфинале, в эстафете 4 × 400 метров не прошла дальше предварительного квалификационного этапа.
В 2005 году в эстафете 4 × 400 метров стала четвёртой на чемпионате Европы в помещении в Мадриде. На Кубке Европы во Флоренции была второй в беге на 400 метров и третьей в эстафете 4 × 400 метров. На чемпионате мира в Хельсинки показала пятый результат в эстафетной гонке. Завоевала бронзовую награду в эстафете 4 × 400 метров на Всемирной Универсиаде в Измире.
Будучи студенткой, в 2007 году представляла Украину на Всемирной Универсиаде в Бангкоке — заняла четвёртое место в индивидуальном беге на 400 метров и одержала победу в эстафете 4 × 400 метров. Также в этом сезоне бежала эстафету на чемпионате мира в Осаке.
В 2008 году среди прочего стала четвёртой на чемпионате мира в помещении в Валенсии. Принимала участие в Олимпийских играх в Пекине — в программе бега на 400 метров не прошла дальше предварительного квалификационного этапа.
В 2009 году бежала эстафету 4 × 400 метров на чемпионате мира в Берлине.
В 2010 году стартовала на чемпионате мира в помещении в Дохе, стала второй и третьей на командном чемпионате Европы в Бергене, заняла пятое и четвёртое места на чемпионате Европы в Барселоне.
В 2011 году в эстафете 4 × 400 метров стала шестой на чемпионате Европы в помещении в Париже. В дисциплине 400 метров победила на командном чемпионате Европы в Стокгольме и на Мемориале братьев Знаменских в Жуковском, участвовала в чемпионате мира в Тэгу.
В июле 2012 года стало известно, что Антонина Ефремова провалила допинг-тест, сделанный ранее на чемпионате мира в Тэгу — её проба показала наличие синтетического тестостерона. В итоге спортсменку дисквалифицировали на 2 года, а все её результаты, показанные на чемпионате и после него, были аннулированы.